# Río Chamán
El río Chamán es un corto río de la vertiente del Pacífico, localizado en la costa norte del Perú, en el Departamento de La Libertad.

## Cuenca
La cuenca del río Chamán tiene una extensión de 1.569 km²; está conformado por quebradas, con escasos escurrimientos, casi nulos en estiaje, pero en épocas de avenidas extraordinaria sus aguas modifican su propio cauce; especialmente en la parte baja del valle, debido a una pendiente relativamente baja.
El subsistema hidrográfico del río Chamán está conformado por las confluencias del río San José y la quebrada San Gregorio.
La quebrada San Gregorio se origina sobre los 3200 m, muy cerca de la localidad de mismo nombre, presenta un drenaje de escurrimientos temporales, alimentada por las quebradas Quillón y Talla Mayo con caudal despreciable en los meses de estiaje; su trayectoria es con dirección suroeste, en su recorrido cruza los caseríos Sauce, Zapote entre otros. Aguas abajo, por su margen izquierda, recibe escasos aportes de las quebradillas Peña Blanca y Agua del Oso, para posteriormente confluir con el Río San José.
El otro afluente del río Chamán es el río San José, que se origina de la confluencia de las quebradas Pozo Verde y Caramut, sigue en orientación Norte suroeste y en su recorrido confluye sucesivamente, por su margen izquierda, con las quebradas El Higuerón, Agua del Medio, Agua de la Correa y Carrizo, para luego configurar un cauce abierto y con dirección al Norte, confluyendo con la quebrada San Gregorio.
A partir de la Hacienda Mirador se denomina propiamente río Loco Chamán, llamado así por la configuración tan irregular de su cauce en los tiempos de avenidas, que determina un cauce amplio; a la altura de la localidad del Fundo Buenavista, recibe el escaso aporte, por su margen derecha, de las quebradas Despoblado y Perol; a partir del centro poblado Las Viejas el río Chamán se dirige con orientación Este-Oeste hasta desembocar en el océano Pacífico, luego de cruzar el Valle y pasar a inmediaciones del distrito de Pueblo Nuevo.